# Kanton Aiguebelle
Kanton Aiguebelle (francouzsky Canton d'Aiguebelle) je francouzský kanton v departementu Savojsko v regionu Rhône-Alpes. Tvoří ho 12 obcí.

## Obce kantonu
- Aiguebelle
- Aiton
- Argentine
- Bonvillaret
- Épierre
- Montgilbert
- Montsapey
- Randens
- Saint-Alban-des-Hurtières
- Saint-Georges-des-Hurtières
- Saint-Léger
- Saint-Pierre-de-Belleville